# Aram Avagyan
Pour les articles homonymes, voir Avagyan (homonymie).
Aram Avagyan, en arménien : Արամ Ավագյան, né le 18 janvier 1991 à Erevan, est un boxeur  
arménien qui combat en poids coqs. 

## Carrière de boxeur
Médaillé de bronze aux championnats d'Europe de boxe amateur à Minsk en 2013  
et à Samokov en 2015, il a également participé aux [[jeux olympiques d'été  
de 2016]] mais s'est incliné dès le  
second tour.